# Zoophagus insidians
Zoophagus insidians är en svampart som beskrevs av Sommerst. 1911. Zoophagus insidians ingår i släktet Zoophagus och familjen Zoopagaceae.   Inga underarter finns listade i Catalogue of Life.